# Славень Замбата
Славень Замбата (хорв. Slaven Zambata; 24 вересня 1940, Синь, Королівство Югославія — 29 жовтня 2020) — югославський хорватський футболіст, виступав на позиції нападника. Виступав за загребське «Динамо» і збірну Югославії.

## Життєпис
Славен Замбата розпочинав свою кар'єру футболіста в клубі «Юнак» зі свого рідного міста Синь. У 1959 році, у віці 18 років, перейшов у загребське «Динамо». У найсильнішій хорватської команді Замбата грав до 1969 року, провів за цей час 393 матчі та відзначився 267 голами (93 з них — у рамках чемпіонату Югославії). У складі «Динамо» став чотириразовим володарем Кубка Югославії (у 1960, 1963, 1965 та 1969 роках), а також був капітаном команди в тріумфальному для неї розіграші Кубка ярмарків 1966/1967, де відзначився шістьма голами. Окрім цього, нападник «Динамо» двічі ставав фіналістом Кубку Югославії (в 1964 і 1966 роках) та Кубку Ярмарків у 1963 році. Після відходу з «Динамо» в 1969 році Замбата провів декілька сезонів за бельгійські клуби «Варегем» і «Кроссінг Елевейт», після чого знову виступав у складі загребців нетривалий період у 1972 році. У наступному році хорват завершив свою кар'єру гравця після декількох серйозних травм (напередодні завершення кар'єри була проведена операція над його обома менісками).
Станом на 2018 рік Славен Замбата займає восьму сходинку в списку найкращих бомбардирів загребського «Динамо за всю його історію і є одним з двох футболістом, які відзначилися хет-триком у фіналах Кубка Югославії. Замбата зробив це 26 травня 1963 року, в поєдинку проти сплітського «Хайдука». Незважаючи на те, що «Динамо», коли за нього виступав Замбата, жодного разу не вигравав чемпіонат Югославії, воно п'ять разів ставало срібним призером першості (у 1960, 1963, 1966, 1967 і 1969 роках), і цей період вважається одним з найкращих в історії клубу.
Славен Замбата провів за молодіжну збірну Югославії два матчі і відзначився двома голами. 16 вересня 1962 року дебютував за збірну Югославії, у товариському матчі з командою НДР у Лейпцизі. Всього за національну збірну Замбата провів 31 матч і відзначився 21 голами. Капітан югославської футбольної команди на літніх Олімпійських іграх 1964 року в Токіо. Матч проти іспанців, 27 жовтня 1968 року в Белграді, став останнім за Югославію для 28-річного нападника.

## Досягнення
«Динамо» (Загреб)
- Кубок Югославії
  -  Володар (4): 1959/60, 1962/63, 1964/65, 1968/69

- Кубок ярмарків
  -  Володар (1): 1966/67

## Статистика виступів
| Клуб                | Сезон              | Ліга  | Ліга | Кубки | Кубки | Єврокубки | Єврокубки | Загалом | Загалом |
| Клуб                | Сезон              | Матчі | Голи | Матчі | Голи  | Матчі     | Голи      | Матчі   | Голи    |
| ------------------- | ------------------ | ----- | ---- | ----- | ----- | --------- | --------- | ------- | ------- |
| «Динамо» (Загреб)   | 1959/60            | 3     | 0    | 2     | 1     | 0         | 0         | 5       | 1       |
| «Динамо» (Загреб)   | 1960/61            | 7     | 2    | 2     | 0     | 1         | 0         | 10      | 2       |
| «Динамо» (Загреб)   | 1961/62            | 12    | 3    | 4     | 6     | 9         | 7         | 25      | 16      |
| «Динамо» (Загреб)   | 1962/63            | 23    | 18   | 4     | 5     | 9         | 5         | 36      | 28      |
| «Динамо» (Загреб)   | 1963/64            | 24    | 14   | 5     | 9     | 4         | 1         | 33      | 24      |
| «Динамо» (Загреб)   | 1964/65            | 21    | 6    | 5     | 6     | 3         | 1         | 29      | 13      |
| «Динамо» (Загреб)   | 1965/66            | 26    | 19   | 4     | 6     | 2         | 0         | 32      | 25      |
| «Динамо» (Загреб)   | 1966/67            | 23    | 13   | 4     | 4     | 11        | 7         | 38      | 24      |
| «Динамо» (Загреб)   | 1967/68            | 6     | 3    | 0     | 0     | 2         | 1         | 8       | 4       |
| «Динамо» (Загреб)   | 1968/69            | 27    | 15   | 5     | 3     | 2         | 1         | 34      | 19      |
| «Динамо» (Загреб)   | Загалом            | 172   | 93   | 35    | 40    | 43        | 23        | 250     | 156     |
| «Варегем»           | 1969/70            | 14    | 6    | 2     | 1     | 0         | 0         | 16      | 7       |
| «Варегем»           | 1970/71            | 19    | 10   | 1     | 0     | 0         | 0         | 20      | 10      |
| «Варегем»           | Загалом            | 33    | 16   | 3     | 1     | 0         | 0         | 36      | 17      |
| «Кроссінг» (Шарбек) | 1971/72            | 23    | 3    | 2     | 1     | 0         | 0         | 25      | 4       |
| «Кроссінг» (Шарбек) | Загалом            | 23    | 3    | 2     | 1     | 0         | 0         | 25      | 4       |
| «Динамо» (Загреб)   | 1972/73            | 3     | 0    | 0     | 0     | 0         | 0         | 3       | 0       |
| «Динамо» (Загреб)   | Итого              | 3     | 0    | 0     | 0     | 0         | 0         | 3       | 0       |
| Усього за «Динамо»  | Усього за «Динамо» | 175   | 93   | 35    | 40    | 43        | 23        | 253     | 156     |
| «Радентайн/Філлах»  | 1973/74            | 13    | 5    | 1     | 0     | 0         | 0         | 14      | 5       |
| «Радентайн/Філлах»  | Загалом            | 13    | 5    | 1     | 0     | 0         | 0         | 14      | 5       |
| Усього за кар'єру   | Усього за кар'єру  | 244   | 117  | 41    | 42    | 43        | 23        | 328     | 182     |